# 大同門 (焼肉屋)
大同門株式会社（だいどうもん）は、大阪府吹田市豊津町に本社を置く企業。
飲食業を営んでおり、焼肉店の「大同門」を複数店舗運営している。

## 概要
創業者の西村義博は京都大学で講師を勤めていたが、実家の旅館が火事で消失したことをきっかけに起業を決意して株式会社ファミリーフーズを設立し、「脱ホルモン焼き路線」をキャッチフレーズとして1968年4月3日に焼肉店「大同門」の1号店を大阪・梅田新道に出店した。
開業当初、女性従業員にチロリアンをモチーフとした制服を着用させたほか、焼肉店としては初のテレビCMを放映するなど、焼肉ファン層をサラリーマン、OL、主婦、子どもにまで広める積極的なマーケティングを展開していた。また、世界で初のつけダレを確立したほか、着物姿での来客の増加に際して匂いを抑えるべく、後年における無煙ロースターを機器メーカーと共同開発した。さらに、定番の定食メニューの1つである焼肉定食を確立した。
順調に店舗を増やし、バブル景気の頃にはカジュアルレストラン「HALLO’S（ハローズ）」も展開したが、2006年1月26日にはBSE問題を発端とした輸入牛肉の高騰と外食産業の激化により、民事再生法の適用を経て投資ファンドに売却され、ブランドや主力店舗こそ残ったものの1号店はビルごと売却された。その後、2010年に西村の娘で通訳や起業家としての経験を持つフォーリー淳子が買い戻し、現社長となって再建した。
2020年11月時点では直営3店舗、フランチャイズ3店舗、から揚げ1店舗の経営のほか、インターネット通販も行なっている。

## グリコ・森永事件
1984年6月2日には、摂津店（後に閉店）がグリコ・森永事件の「かい人21面相」により、取引場所に指定されたことがある。